# On the Threshold of a Dream
On the Threshold of a Dream is het 3e album van de band The Moody Blues, in de bezetting met Hayward en Lodge. Het album werd uitgebracht rond april 1969. De plaat begint weer met een gedicht van Graeme Edge, dit keer met op de achtergrond elektronische geluidseffecten, zeer modern voor die tijd. Daarna zijn de liedjes afwisselender dan op de vorige 2 albums. Phil Travers maakte opnieuw de hoes, om het kunstwerk op de lp-hoes te krijgen moesten extra kosten gemaakt worden en dat wilde Decca in eerste instantie niet.
Het album bleek populair genoeg om later een versie in quadrafonie uit te geven, dat echter geen succes werd vanwege de hoge prijs en weinig succes van dat systeem. Deze versie bleek later een uitstekende uitgangspunt voor de 5.1 sacd-versie.

## Musici
- Justin Hayward: zang en gitaren;
- John Lodge: zang en basgitaar;
- Mike Pinder; zang, toetsen en mellotron;
- Ray Thomas: zang, fluit en overige blaasinstrumenten;
- Graeme Edge: drums en percussie.

## Tracks
1. In the beginning (Edge);
2. Lovely to see you (Hayward);
3. Dear diary (Thomas);
4. Send me no wine (Lodge);
5. To share our love (Lodge);
6. So deep within you (Pinder);(ook single)
7. Never comes the day (Hayward);(ook single)
8. Lazy day (Thomas);
9. Are you sitting comfortably (Hayward);
10. The dream (Edge);
11. Have you heard (Pinder):
  1. Have you heard-part 1
  2. The Voyage
  3. Have you heard-part 2.

(Have you heard 1-The voyage-Have you heard 2 wordt als een suite gespeeld).
In 2006 wordt het album als sacd-versie uitgebracht, met alternatieve versies van enkele tracks en versies van John Peels Top Gear en andere liveopnamen.
In mei 1969 gaat MB weer de studio in voor To our children's children's children.